# 紐約遊艇會
紐約遊艇會（英語：New York Yacht Club）位於紐約市和罗得岛纽波特的一個私人俱樂部和遊艇會，於1844年由9名會員創立，至2001年會員數目已增至3000人。它在美洲杯帆船赛的132年不敗紀錄於1983年被皇家珀斯遊艇會的澳大利亞II號所破。

## 外部連結
- 官方网站
- The history of yachting, 1600–1815 by Arthur H. Clark; pub. under authority and direction of the New York Yacht Club (New York ; London : G.P. Putnam's Sons, 1904)